# تربية موسيقية

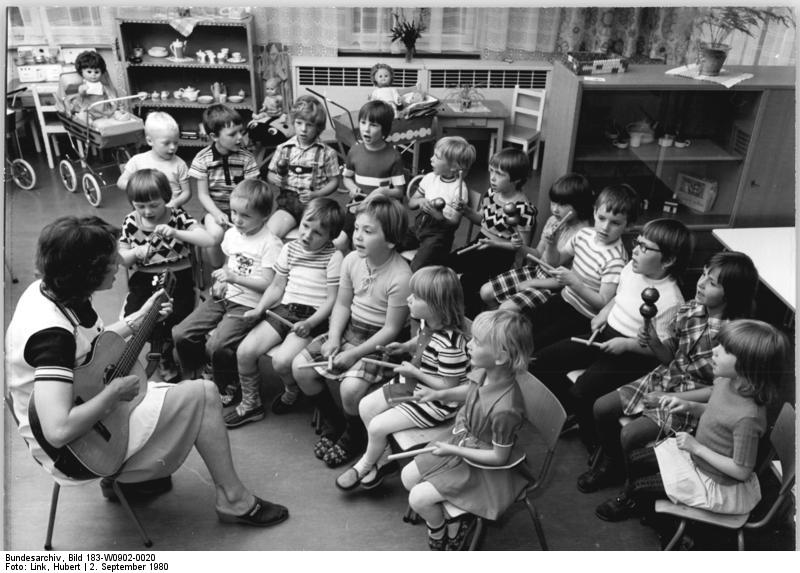

التربية الموسيقية هي حقل دراسي مرتبط بتدريس الموسيقى وتعلمها. يُعنى بكل مجالات التعلم، بما فيها المجال الحركي النفسي (تطوير المهارات)، المجال الفكري (تحصيل المعرفة)، والمجال التأثيري (رغبة المتعلم في التلقي، تطبيق ومشاركة ما تعلمه) بطرق معيّنة وهامّة، متضمنًا التقدير الموسيقي والحس المرهف. التدريب الموسيقي من مرحلة روضة الأطفال مرورًا بباقي المراحل حتى ما بعد الثانوية شائع في أغلب الأمم لأن الارتباط بالموسيقى يعتبر مكونًا أساسيًا للثقافة والسلوك الإنسانيين. تختلف نهوج التربية الموسيقية بين الحضارات حول العالم، نتيجةً لتفاوت التواريخ والسياسات إلى حد كبير. بينت الدراسات أن تدريس موسيقى تتبع لحضارات أخرى يمكنه مساعدة الطالب على تلقي الأصوات غير المألوفة براحةٍ أكبر، وبينت أيضًا أن التفضيل الموسيقي متعلق باللغة التي يتكلمها المستمع والأصوات الأخرى التي يتعرض لها ضمن حضارته الخاصة.
خلال القرن العشرين، طُورت العديد من نهوج تعليم الموسيقى المميزة أو صُقلت أكثر، بعض منها حظي بتأثير واسع النطاق. طُور أسلوب ديلكروز (الإيقاع الحركي) في بدايات القرن العشرين بواسطة الموسيقي والمعلم السويسري إيميل جاك ديلكروز. ويشدد أسلوب كودالي على فوائد التعليم والاستجابة الفيزيائيين للموسيقى. يدفع نهج أورف في التربية الموسيقية الطلاب إلى تطوير قدراتهم الموسيقية بطريقة تناظر تطور الموسيقى الغربية.
يخلق أسلوب سوزوكي بيئة تعليم موسيقى تشبه البيئة التي يحظى بها الشخص عند تعلمه لغته الأم. تزوّد نظرية غوردون في تعليم الموسيقى المدرّس بأسلوب تدريس الموسيقى عن طريق الـ (Audiation)، وهو مصطلح ابتكره غوردون للإشارة إلى سماع الموسيقى وفهمها ذهنيًا. يغمس الصولفيج الحواري الطلاب في الأدب الموسيقي لثقافتهم الخاصة، الأميركية في هذه الحالة. ينطوي أسلوب كاربو - كون على استخدام الملحقات والأزياء والألعاب لتعليم الأطفال المبادئ الموسيقية الأساسية للسلم الموسيقي وزمن العلامة الموسيقية ووأزرار البيانو. تمكن البيئة الأسمنتية للقاعات الدرسية المخططة بشكل خصوصي الطفل من تعلم أساسات الموسيقى عن طريق الاكتشاف من خلال اللمس. علم تربية الموسيقى الشعبية هو تعليم وتعلم منهجي لموسيقى الروك وأشكال أخرى من الموسيقى الشعبية داخل الفصول الدراسية الرسمية وخارجها. اقترح البعض أن نشاطات موسيقية معينة يمكنها تحسين تحكم الطفل بنفَسه، جسده وصوته.
يهدف إم إم سي بّي (مشروع مقرر مانهاتنفي الموسيقي) إلى صياغة السلوكيات ومساعدة الطلاب على تغيير نظرتهم حول الموسيقى على أنها محتوًى جامد يجب إتقانه بل شيئًا شخصيًا، منسابًا، ومتجددًا.

## نظرة عامة
في مدارس البلدان الأوروبية الابتدائية، غالبًا ما يتعلم الأطفال العزف على آلاتٍ موسيقية مثل لوحات المفاتيح والريكوردرات، يغنون في جوقات صغيرة، ويتعلمون أمورًا حول عناصر الموسيقى وتاريخها. تستخدم القَدَميّة في مدارس دولٍ مثل الهند، لكن لوحات المفاتيح والكمنجات شائعة أيضًا. يُدرّس الطُلاب عادةً مبادئ الموسيقى الكلاسيكية الهندوستانية. في المدارس الابتدائية والثانوية، غالبًا ما يحظى الطلاب بفرصة العزف في بعض المجموعات الموسيقية مثل جوقة، أوركسترا، أو فرقة مدرسية: فرقة موسيقية، فرقة استعراضية، فرقة جاز. قد تتوفر فصول درسية موسيقية إضافية في بعض المدارس الثانوية. في المدارس الإعدادية أو مقابلاتها، تستمر التربية الموسيقية عادةً بكونها جزءًا إجباريًا من المقرر.
في المستوى الجامعي، يتلقى طلاب أغلب الفنون والبرامج الإنسانية اعتبارًا أكاديميًا لحضورهم فصولًا موسيقية مثل تاريخ الموسيقى، إجمالًا حول موسيقى الفن الغربي، أو التقدير الموسيقي، والذي يركز على الاستماع والتعلم عن مختلف الأساليب الموسيقية. بالإضافة إلى أن أغلب جامعات أميريكا الشمالية وأوروبا تتيح مجموعات موسيقية مثل جوقة وفرقة موسيقية أو أوركسترا لجميع الطلاب من مختلف مجالات الدراسة. تقدم أغلب الجامعات برامج شهادة جامعية في التربية الموسيقية أيضًا، تمنح الخريجين شهادات مربٍّ موسيقي أساسي وثانوي. أما الشهادات الأكثر تطورًا مثل الدكتوراه في الفنون الموسيقية أو الدكتوراه الفلسفية يمكن أن توصل صاحبها إلى توظيف جامعي. تعطى هذه الشهادات بعد إتمام نظرية الموسيقى، تاريخ الموسيقى، دروس التقنيات، تعليم خاص لآلة محددة، المشاركة في مجموعة، وبملاحظات عميقة من مدرسين متمرسين. تدعم أقسام التربية الموسيقية في جامعات أميريكا الشمالية وأوروبا البحث متعدد الاختصاصات في حقول مثل علم النفس الموسيقي، علم تأريخ التربية الموسيقية، علم موسيقى الشعوب التربوي، علم الموسيقى الاجتماعي، وفلسفة التربية.
دراسة الفن الموسيقي الغربي في التربية الموسيقية في شيوع متزايد في دول خارج أمريكا الشمالية وأوروبا، من بينها أمم آسيوية مثل كوريا الجنوبية، اليابان، والصين. وفي الوقت نفسه، توسع الجامعات والكليات الغربية منهاجها ليشمل موسيقى غريبةً عن الفن الموسيقي الغربي، بما فيها موسيقى غرب أفريقيا، إندونيسيا (غاميلان على سبيل المثال)، المكسيك (مثل مارياتشي)، زيمبابوي (موسيقى ماريمبا)، بالإضافة إلى الموسيقى الشعبية.
تحتل التربية الموسيقية مكانًا في التعلم المنفرد المستمر، وفي سياقات المجتمع. يتلقى كلا الموسيقيين المبتدئين والمحترفين إجمالًا دروسًا موسيقية، جلسات قصيرة خاصة يعطيها مدرس فردي.

## المنهجيات التعليمية
مع أن الإستراتيجيات التعليمية تُحدد بواسطة المدرس الموسيقي أو المقرر الموسيقي في المنطقة، يعتمد الكثير من المدرسين بشدة على أحد المنهجيات التعليمية العديدة التي ظهرت خلال الأجيال الأخيرة وتطورت بسرعة في النصف الثاني من القرن العشرين.

### أساليب تربية موسيقية عالمية شهيرة

#### أسلوب ديلكروز
طُور أسلوب ديلكروز في بداية القرن العشرين بواسطة الموسيقي السويسري إيميل جاك - ديلكروز. ينقسم الأسلوب إلى ثلاثة مبادئ أساسية: استخدام الصولفيج، الارتجال، الإيقاع الحركي. يشار إليه أحيانًا بصفة «الجمباز الإيقاعي»، يُعلم الإيقاع الحركي مبادئ الإيقاع، البُنية، والتعبير الموسيقي باستخدام الحركة، وهو المفهوم الذي يُشتهر به ديلكروز. يمكن هذا المبدأ الطالب من كسب إدراك فيزيائي واختبار الموسيقى من خلال التمرين الذي يشغل الحواس كلها، والحسية العضلية على وجه التحديد. طبقًا لأسلوب ديلكروز، الموسيقى لغة أساسية للدماغ البشري لذا هي متصلة عميقًا بهويتنا. يشتمل مؤيدو أسلوب ديلكروز الأميركيون على روث ألبيرسون، آن فاربر، هيرب هينكي، فيرجينيا ميد، ليسا باركر، مارثا سانشيز، وجوليا شنيبلي – بلاك. الكثير من مدرسي أسلوب ديلكروز النشطين تتلمذوا عل يد د. هيلدا شوستر التي كانت أحد تلامذة ديلكروز.

#### أسلوب كودالي
زولتان كودالي (1882-1967) مؤلف ومربٍّ موسيقي مجري شهير أبرزَ فوائد التلقين والاستجابة الفيزيائيين للموسيقا. رغم أنها ليست طريقة تربوية فعلًا، لكن تعليماته تترافق مع المتعة، في إطار تعليمي مبني على قبضة متينة من نظرية الموسيقى الأساسية والتدوين الموسيقي بعدة أشكال محكية ومكتوبة. كان هدف كودالي الأول هو غرس حب أبدي للموسيقى لدى طلابه وشعر أن واجب مدرسة الطفل تزويده بهذا العنصر التربوي الضروري. تتضمن بعض العلامات المسجلة لأساليب كودالي التدريسية استخدام إشارات الصولفيج اليدوية، التدوين الموسيقي المختزل (التدوين المُلصق)، نطق الإيقاع (جعله محكيًا). استخدمت أغلب البلدان تقاليدها الموسيقية الشعبية لبناء جملة تعليمها الخاصة، لكن الولايات المتحدة تستخدم الجملة المجرية بشكل أساسي. وضعت أعمال دينيس باكون، كاتينكا إس. دانييل، جون فييرابيند، جين سينور، جيل ترينكا، وآخرين أفكار كودالي في مقدمة التربية الموسيقية في الولايات المتحدة.

#### أورف شولويرك (نهج أورف)
كان كارل أورف مؤلفًا موسيقيًا ألمانيًا بارزًا. يعتبر أورف شولويرك «نهجًا» في التربية الموسيقية. يبدأ بقابلية الطفل الفطرية للانخراط في أشكال الموسيقى البدئية، باستخدام إيقاعات وألحان أساسية. يعتبر أورف الجسد بأكمله آلة إيقاعية ويدفع الطلاب إلى تطوير قدراتهم الموسيقية بطريقة مشابهة لتطور الموسيقى الغربية. يتبنى النهج اكتشاف الذات، يشجع الارتجال، ويثبط ضغوط البالغين والثقب المكيانيكي. طور كارل أورف مجموعة خاصة من الآلات، من بينها تعديل الغلوكنشبيل، السيلوفون، الميتالوفون، والطبلة، وآلات إيقاعية أخرى لتتلاءم مع متطلبات دروس شولويرك. يتضمن خبراء صياغة نهج أورف على الطريقة الأميركية جين فريزي، أرفيدا ستين، وجوديث توماس.

#### نهج سوزوكي
طُور نهج سوزوكي بواسطة شينشي سوزوكي في اليابان بُعيد الحرب العالمية الثانية، وتستخدم التربية الموسيقية لإغناء حيوات طلابها وشخصياتهم الأخلاقية. تستند الحركة إلى فرضية أن «كل الأطفال قابلون للتعلم بشكل جيد» في الموسيقى، وأن تعلم العزف بمستوى عالٍ ينطوي أيضًا على تعلم ميزات أو مناقب شخصية محددة من شأنها تجميل روح الفرد. يتمحور الأسلوب الأساسي لتحقيق هذا حول خلق بيئة للتعليم الموسيقي تشبه البيئة التي يحظى بها الشخص عند تعلمه لغته الأم. تضمن البيئة «المثالية» الحب، قدوات عالية الجودة، الثناء، تدريب الحفظ والتكرار، وجدول زمني يوضع بحسب جهوزية الطالب التطورية لتعلم تقنية معينة. بينما يعتبر أسلوب سوزوكي ذا شعبية عالمية إلى حد ما، فتأثيره في اليابان أقل أهمية من أسلوب ياماها، الذي أوجده جينيشي كاواكامي بالاشتراك مع شركة ياماها الموسيقية.